# Чувашская Бездна
Чувашская Бездна (чув. Паснапуç) — деревня в Дрожжановском районе Татарстана, входит в Большеаксинское сельское поселение.

## Описание
Расположено на юго-западе района у истока реки Бездна, в 12 км от райцентра Старое Дрожжаное и в 2 км от села Татарская Бездна.
В деревне 160 дворов, в них проживает 498 жителей (в основном чуваши): мужчин 240, женщин 258.
Имеется школа, которая основана в 1892 году как земская школа, с 1953 года семилетняя, с 1962 года восьмилетняя, в 1963 году был организован 9-й класс с вечерней формой обучения, который просуществовал один учебный год, с 1982 года — основная, с 2009 имеется только начальная школа. Также имеются детский сад «Солнышко», Дом культуры, мед. пункт.

## Население
| 2002 |
| ---- |
| 493  |

## История
На территории деревни найдены захоронения, предметы быта, что свидетельствует о том, что люди на этой территории проживали уже в период ранних булгар.